# George Hay (8e comte de Kinnoull)
Pour les articles homonymes, voir George Hay et Hay.
George Henry Hay (23 juin 1689 - 28 juillet 1758),  8e comte de Kinnoull, titré vicomte Dupplin de 1709 à 1719, est un pair et diplomate britannique . 

## Biographie
Il est le fils aîné de Thomas Hay (7e comte de Kinnoull) et Elizabeth, fille de William Drummond (1er vicomte Strathallan) (en). 
En 1708, il passe sous la protection de Robert Harley, 1er comte d'Oxford et de Mortimer, dont le poste est égal à celui de premier ministre. Il épouse la fille d'Oxford en 1709 et sa position de gendre s'avère avantageuse. Il est membre du soi-disant " Club d'octobre " des conservateurs . 
En 1710, George Hay devient député de Fowey jusqu'en 1711. Il est créé baron Hay de Pedwardine dans le Herefordshire en 1711 . Il devient ensuite le caissier de l'échiquier entre 1711 et 1714. William Bromley écrit, à l'occasion de l'acceptation du rôle par le vicomte Dupplin en 1711, qu'il est "si joli gentilhomme, si généralement bien aimé" . 
Il est élu membre de la Royal Society en mars 1712 . En 1713, il achète à la famille Wentworth Brodsworth Hall, dans le Yorkshire, et reconstruit la maison. 
Lors du soulèvement jacobite de 1715, il est emprisonné dans la tour de Londres pour sympathies jacobites du 21 septembre au 24 juin 1716 . Il est accusé de complot dans l'Atterbury Plot de 1722, mais une motion d'enquête est rejetée par la Chambre des lords (64 à 29), alors même que le comte lui-même a voté en faveur de l'enquête . Il devient le 8e vicomte de Dupplin le 5 janvier 1718, ainsi que le 8e Lord Hay of Kinfauns. En 1720, il perd beaucoup d'argent dans la bulle de la mer du Sud. Le comte est nommé ambassadeur de Grande-Bretagne auprès de l'Empire ottoman le 16 mai 1729. Il est arrivé à Constantinople le 15 avril 1730. Rappelé le 19 août 1735, il quitte la Turquie à l'automne de 1736. 
Il est décédé à Ashford, Surrey, le 28 juillet 1758 

## Mariage et descendance
Il épouse la fille aînée de Harley, Abigail, vers le 1er septembre 1709. Ils ont quatre fils et six filles : 
1. Thomas Hay (9e comte de Kinnoull)
2. Robert Hay Drummond, qui prend le nom et les armoiries de Drummond, héritier de son arrière-grand-père William Drummond, premier vicomte Strathallan et est devenu Archevêque d'York
3. John Hay (1719-1751), recteur d' Epworth
4. Edward, diplomate britannique et gouverneur de la Barbade
5. Margaret, morte célibataire
6. Elizabeth, décédée non mariée à Édimbourg le 15 septembre 1791
7. Anne, morte célibataire
8. Abigail, décédée non mariée à Londres le 7 juillet 1785, à l'âge de 69 ans
9. Henrietta, mariée le 30 juillet 1754 à Robert Roper, chancelier du diocèse de York, et décédée sans descendance à Oxford le 9 octobre 1798, à l'âge de 81 ans.
10. Mary, mariée le 5 août 1758 à l'évêque John Hume, évêque d'Oxford et de Salisbury. Décédée le 26 août 1805, à l'âge de 82 ans